# Милан Стефановић
Милан Стефановић (Београд, 30. октобар 1869 — Ниш, 22. септембар 1912) био је српски лекар, учесник Првог балканског рата.

## Биографија
Милан Стефановић рођен је у Београду 30. октобра 1869. године. Основну и средњу школу завршио у Београду. По завршетку средње школе одлази у Беч где уписује и завршава Медицински факултет априла 1896. године. После завршеног факултета у Бечу враћа се у Србију. Средином октобра 1896. године произведен је у чин активног санитетског поручника. За лекара среза Ражанског постављен је 9. фебруара 1897. године. Након тога постављен је за лекара среза Космајског 22. фебруара 1898. године. Након годину дана рада враћа се у Беч где уписује и завршава специјалистичке студије из области оториноларингологије и кожних болести.
Након повратка у земљу, Краљ Александар I Обреновић, а на предлог Министра унутрашњих дела, 13.  октобра 1901. године поставља др Милана Стефановића за лекара среза Подунавског, округа Пожаревачког. За лекара среза Масуричког, округа Врањског постављен је 14. новембра 1902. године. Потом је 29. октобра 1903. године постављен за лекара среза Добричког, округа Топличког. За секундарног лекара Опште државне болнице у Београду на Одељењу за сифилис, венеричне и кожне болести, а уједно и за вршиоца дужности шефа Одељења за болести грла, носа и ушију постављен је 8. априла 1905. године. Др Милан Стефановић постављен је за шефа Одељења за болести грла, носа и ушију при Општој државној болници у Београду 9. јула 1907. године. На месту шефа одељења остаје све до своје смрти.

## Први балкански рат
Као капетан I класе приликом мобилизације 1912. године постављен је за командира санитетског воза број 1.  На тој дужности умро је 22. септембра 1912. године у Нишу. 
Сахрањен је у Београду у породичној гробници.